# Sif

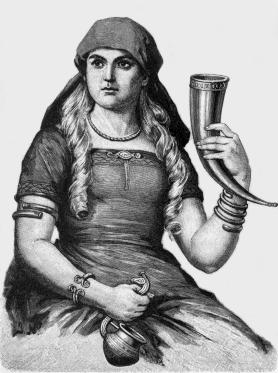
Sif

Sif je severská bohyně obilí, úrody a plodnosti, manželka Thórova. Je nesmírně krásná, na což velmi žárlil Loki. Ten ji jednou v noci ostříhal její vlasy, ale druhý den ho Thór donutil, aby vlasy nahradil parukou z tepaného zlata. Tyto zlaté vlasy pak měly tu vlastnost, že samy rostly. Samotný akt ostříhání je vysvětlován buď jako čirý vandalismus, neboť ostříhání bylo pro germánské ženy potupou, nebo pokus o krádež Sifiny životní síly, neboť ta dle pověsti sídlí ve vlasech živé bytosti.

## Dnešní výskyt
Používá se jako ženské rodné jméno v severogermánských jazycích, často v psané podobě jako Siv, někdy se používá i podoba Siw.